# 마커스 모조
마커스 모조(Marcus Mojo, 1986년 ~ )는 미국의 포르노 배우이다. 랜던 마이클스(Landon Mycles)라는 이름으로도 활동하고 있다.

## 수상 및 후보
- 2010년 그래비 어워즈 - 핫티스트 바텀상 후보
- 2010년 그래비 어워즈 - 신인상 후보
- 2011년 그래비 어워즈 - 핫티스트 바텀상 후보
- 2011년 그래비 어워즈 - 신인상 후보
- 2011년 그래비 어워즈 - 올해의 배우상 후보
- 2012년 XBIZ 어워즈 - 올해의 배우상 후보
- 2013년 XBIZ 어워즈 - 올해의 배우상 후보